# Einar Öhman
Einar Öhman, född 8 december 1896 i Stockholm, död 12 januari 1980 i Täby församling, Stockholms stift, var en svensk bergsingenjör.
Einar Öhman var son till bruksdisponenten Karl Erik Öhman och Ida Kristina Cassel. Han avlade studentexamen i Djursholm 1916 och utexaminerades från Tekniska högskolan som bergsingenjör 1921. Han var 1922–1927 lärare i kemi med mera vid det av svenska kyrkan grundade Lutheran College i Yiyang i Hunan, mellersta Kina. Efter hemkomsten studerade han 1927–1930 metallografi vid Stockholms högskola, där han 1928–1930 var amanuens i kemi. Åren 1930–1934 var han biträdande redaktör och 1935–1938 redaktör för Jernkontorets annaler samt dessutom 1931–1938 tillförordnad speciallärare i allmän metallurgi vid Tekniska högskolan. Öhman hade anställning som forskningsingenjör vid AB Bofors metallografiska avdelning 1938–1942 och som chefsmetallurg vid AB W. Dan Bergmans aluminiumgjuteri i Södertälje 1942–1948. Från 1948 var han knuten till Jernkontoret som chef för dess litteraturtjänst och från 1950 även som redaktör för dess annaler. Åren 1948–1952 var han dessutom speciallärare i fysikalisk metallografi vid Tekniska högskolan. Öhman har i svensk och utländsk fackpress publicerat metallografiska och röntgenografiska uppsatser såsom Röntgenographische Untersuchungen über das System Eien-Mangan (1930) och Om martensitens struktur, bildning och sönderfall (1931). Öhman var från 1952 ordförande i Tekniska litteratursällskapet. Han är gravsatt på Djursholms begravningsplats.